# جورج إل. ميلر
جورج إل. ميلر (بالإنجليزية: George L. Miller)‏ هو مُحرِّر وسياسي أمريكي، ولد في 1830 بنيويورك في الولايات المتحدة، وتوفي في 28 أغسطس 1920 في نفس البلد. حزبياً، نشط في الحزب الديمقراطي.